# Rio Arinoasa
O Rio Arinoasa é um rio da Romênia afluente do rio Albuia, localizado no distrito de Iaşi e Neamţ.